# Гейл, Келли
Келли Гейл (швед. Kelly Gale; род. 14 мая 1995 года, Гётеборг) — шведская модель и актриса, имеющая индийско-австралийские корни. Проживает в Нью-Йорке.

## Биография
Мать модели индианка родившаяся в городе Пуна в Индии, отец родом из Татура в Австралии. Келли родилась в 1995 году в Гётеборге, с раннего детства занималась спортом — играла в футбол и теннис, школьное образование получила в частной школе Göteborgs Högre Samskola.
В возрасте 13 лет, она была замечена модельным агентом в кафе в Гётеборге. Изначально родители выступили против участия Келии в модельном бизнесе, однако позже свою позицию смягчили.
Первым, принесшим модели успех, был контракт с компанией H&M. Первым для модели выходом на большой подиум стал показ Chanel в 2012 году. В 2013 году впервые была приглашена на итоговый показ Victoria’s Secret Fashion Show.
В различное время Келли Гейл принимала участие в показах: Azzedine Alaia, Chanel, Monique Lhuillier, Tommy Hilfiger, Band of Outsiders, Narciso Rodriguez, Vivienne Tam, Ralph Lauren, Christopher Kane, Reem Acra, Tom Ford, Jean Paul Gaultier, John Galliano, Academy of Arts, Diane von Fürstenberg, Nanette Lepore, L’Wren Scott, Thomas Tait, Houghton, Rag & Bone и Victoria’s Secret.
В сентябре 2016 году, Келли попала на обложку журнала Playboy. В 2013, 2014 и 2016 годах была приглашена на итоговый показ компании «Victoria’s Secret» .
Снялась в фильме  "Крушение"/ Plane  2023г.
Ведет здоровый образ жизни, обращая повышенное внимание на правильное питание. Занимается спортом в частности: силовой ходьбой, бегом, боксом и йогой.
Несколько раз снялась в кино, последняя работа — фильм о боевых искусствах «Зверь во мне», выходящий в прокат в начале 2026 года.